# Babakin (månekrater)
Babakin er et lille nedslagskrater på Månen. Det befinder sig på den sydlige halvkugle på Månens bagside og er opkaldt efter den sovjetiske ingeniør Georgij Babakin (1914-1971).
Navnet blev officielt tildelt af den Internationale Astronomiske Union (IAU) i 1973. 

## Omgivelser
Babakin er beliggende i den sydlige del af det bjergomgivne bassin Fermi. 

## Karakteristika
Kraterranden er symmetrisk, cirkulær og med en skarp kant, der kun udviser ringe erosion. Den har en let fordybning langs den nordlige rand, og den indre væg skråner blødt ned mod centrum.

## Måneatlas
- Billeder af Babakinkrateret i LPI-måneatlasset